# 霍恩河 (施瓦茨河支流)
霍恩河（法語：Horn，發音：[ɔʁn]，發音：[ˈhɔʁnˌbax] ⓘ）是法国摩泽尔省与德国莱茵兰-普法尔茨州的河流，是施瓦茨河的左支流，长32.8千米，发源自法国比奇，于德国茨韦布吕肯流入施瓦茨河。